# Forodésine
La forodésine (DCI) ou immucilline H est un composé organique de structure proche des nucléosides à base purique. C'est un médicament expérimental utilisé dans le traitement ciblé des hémopathies malignes, en particulier la leucémie lymphoblastique aiguë (LAL). Elle fait partie des inhibiteurs de la PNP. Développée par les laboratoires BioCryst Pharmaceuticals, elle est en 2008 en phase II des essais cliniques.

## Mécanisme
La forodésine a une structure analogue à l'état de transition de la phosphorolyse des nucléosides à base purique, et de ce fait inhibe l'action de l'enzyme purine nucléoside phosphorylase (PNP), ce qui provoque une réduction sélective des lymphocytes T. C'est une application de la théorie de l'état de transition au cas des catalyses enzymatiques.